# Misteri pasqual
Misteri pasqual designa la Passió, Mort, Resurrecció i ascensió al cel de Jesucrist. Per Misteri Pasqual s'entén aquest conjunt d'esdeveniments, històrics i meta-històrics, entesos com una unitat inseparable en els seus diversos elements. Per a la teologia cristiana, el Misteri Pasqual és el principal article de fe i el contingut essencial de la predicació i missió de l'Església. En veritat, per als cristians, va ser pel Misteri Pasqual de Crist que es va consumir la salvació de tots els homes i es va inaugurar el temps nou de la Redempció. És pel Misteri Pasqual que tots els homes són estalvis i participen de la vida divina. Després, es pot entendre el Misteri Pasqual com a suprem sacrifici, de valor infinit, que Jesús va oferir a Déu Pare a favor de la salvació de tots els homes.

## Significat
La paraula Misteri té, en aquesta expressió, no el sentit vulgar de "cosa oculta", "enigma", sinó el sentit corrent en els escrits de Sant Pau, de realitat que ens supera però que és objecte d'una revelació progressiva.
Pasqual, perquè el lliurament de Crist a la Creu i la seva Resurrecció estan íntimament lligats a la Pasqua, és a dir, a la festa dels jueus, que commemora el seu alliberament de l'esclavitud d'Egipte, i a la que Crist dona el sentit nou d'alliberament de l'esclavatge del pecat i de la mort. Així com la Pasqua, per als jueus, està lligada al pas del Mar Roig, per als cristians s'uneixen al pas de la Mort a la Vida, sentit últim del Misteri Pasqual. Així com Crist va morir però va tornar a la vida, els cristians creuen que, per aquest mateix misteri, són també alliberats de la mort i reconduïts a la vida.
El Misteri Pasqual, com a realitat fonamental de la fe cristiana, està present en la seva predicació, de manera especial, en els seus sagraments. El Baptisme correspon, per als cristians, a una inserció de l'individu en el Misteri Pasqual de Crist, per la qual passa a formar part també de l'Església. Pel baptisme, el cristià, a imatge de Crist, és retirat de la mort a la vida nova de gràcia. El Misteri Pasqual és present de forma més intensa en l'Eucaristia. En aquest sagrament, el Misteri Pasqual és renovat, és a dir, es torna present per als que ho celebren, de manera que tots reben els seus fruits de salvació. El Misteri Pasqual de Crist, d'altra banda, és present en totes les celebracions de l'Església, sacramentals i no sacramentals. Totes elles són, d'alguna manera, celebració i actualització del Misteri Pasqual.